# Южноамериканские лазающие хомячки
Южноамериканские лазающие хомячки (лат. Rhipidomys) — род грызунов семейства хомяковые (Cricetidae).

## Внешний вид и строение
Внешне напоминают мышей. Длины тела 8—21 см, хвост длиннее тела и может быть длиной до 27 сантиметров. Верхняя сторона тела различных оттенков коричневого или серого цвета, нижняя белая или светло-серая. Переход темным верхом и светлым низом резкий. Широкие ступни и длинные когти служат для лазанья по деревьям. Хвост мохнатый и заканчивается небольшим кисточкой.

## Распространение и места обитания
Встречаются от восточной Панамы до Боливии и северной части Аргентины. Живут в лесах.

## Образ жизни
Ведут ночной образ жизни. В основном древесные обитатели, некоторые виды живут на земле и могут проникать в человеческие жилища. Днём отдыхают в травяных гнездах.

## Виды
- Южный лазающий хомячок (Rhipidomys austrinus)
- Rhipidomys cariri
- Каукский лазающий хомячок (Rhipidomys caucensis)
- Лазающий хомячок Коуэса (Rhipidomys couesi)
- Rhipidomys emiliae
- Буробрюхий лазающий хомячок (Rhipidomys fulviventer)
- Rhipidomys gardneri
- Широколапый лазающий хомячок (Rhipidomys latimanus)
- Белоногий лазающий хомячок (Rhipidomys leucodactylus)
- Лазающий хомячок Макконнелла (Rhipidomys macconnelli)
- Rhipidomys macrurus
- Длиннохвостый лазающий хомячок (Rhipidomys mastacalis)
- Rhipidomys modicus
- Блестящий лазающий хомячок (Rhipidomys nitela)
- Желтобрюхий лазающий хомячок (Rhipidomys ochrogaster)
- Венесуэльский лазающий хомячок (Rhipidomys venezuelae)
- Красивый лазающий хомячок (Rhipidomys venustus)
- Лазающий хомячок Ветцела (Rhipidomys wetzeli)